# Émile Durkheim
Émile Durkheim (franska: [emil dyʁkɛm] eller [dyʁkajm]), född 15 april 1858 i Épinal, död 15 november 1917 i Paris, var Frankrikes första professor i sociologi, pedagog och filosof och den sociologiska strukturalismens fader. Han räknas som en av sociologins förgrundsgestalter, tillsammans med Auguste Comte, Karl Marx och Max Weber. Respektive är berömd för sin bok Självmordet (1897) och sina teorier angående Det religiösa livets elementära former (Les formes élémentaires de la vie religieuse, 1912) respektive konceptet sociala fakta och L'anomie.

## Biografi
Durkheim var professor i sociologi och pedagogik, först i Bordeaux och från 1902 vid Sorbonne. Han utövade ett utomordentligt inflytande och grundade en samhällsvetenskaplig skola med representanter som Lucien Lévy-Bruhl, Célestin Bouglé, Henri Hubert och Marcel Mauss och med L'Année sociologique som ledande organ. Durkheim hade en bildning i de västerländska klassikerna, respektive filosofi, respektive var en utmärkt student och en mycket produktiv akademiker. Tiden Durkheim levde under var någorlunda kaotisk, och han intresserade sig således för den samhälleliga stabiliteten där mekanisk solidaritet, och normer, värderingar, sociala fakta och så vidare höll samhället samman.

## Eftermäle
Asteroiden 10330 Durkheim är uppkallad efter honom.

## Verk

### Funktionalism
Durkheim benämns idag ofta som funktionalist, vilket innebär att han försökte urskilja samhällets olika funktioner på ett övergripande plan. Det viktigaste var enligt Durkheim att bibehålla en balans i samhället. Obalans kan motverkas med hjälp av det som Durkheim kallade för socialisationsprocessen. Denna process innebär att alla individer uppfostras till att förstå samhällets normer och regler. De får tidigt lära sig vad som är rätt eller fel, bra eller dåligt. Om socialisationsprocessen fungerar optimalt resulterar den i att de individer som kommer från samma kulturella bakgrund strävar efter att bete sig på ett liknande sätt. De har gemensamma normer och värderingar. I en sorts samhälleligt ekvilibrium.
Durkheim hade en konservativ samhällssyn och studerade det sjuka i samhället, bland annat orsakerna till kriminalitet. Han menade att man skulle eftersträva ett organiskt samhälle, där alla delar är beroende av varandra, istället för ett mekaniskt. Han studerade även andra områden som exempelvis självmord, där han räknas som en av pionjärerna. Hans bok Självmordet (1897) anses vara en klassiker inom sociologin. L'anomie.
Enligt Durkheim kan i samband med en låg grad av social kontroll uppstå någonting som han kallade för "L'anomie", vilket betyder ungefär detsamma som upplösning eller kaos. Anomie ansågs vara en följd av att modernitetens samhälle undergår kraftiga förändringar, som exempelvis mycket snabba urbaniseringsprocesser, vilket kan leda till oklara normer och värderingar bland samhällets enskilda individer. Denna otydlighet kan då vålla obalans och motreaktioner i form av ett avvikande beteenden. I normala fall stävjas dock det avvikande beteendet med hjälp av samhällets olika kontrollorgan, till exempel sociala myndigheter och rättsväsende.

### Durkheim om religion
Durkheim definierade religion som "ett enhetligt system av föreställningar och handlingssätt rörande heliga ting". Han utvecklade sin syn på religion med en utgångspunkt i metodologisk kollektivism och en bakgrund i ett funktionstänkande som sökte efter sociala fenomens funktion för det samhälle där de tog plats. Durkheim menade att religionens primära funktion var att det höll samman den sociala gruppen, då man genom religionen upplever kollektivet, och därmed fungerade som en stärkande influens. Gudar är därmed en representation av samhällets och kollektivets kraft och kan ses som kollektivets självdyrkan.
Det finns olika solidaritetsformer som förklarar varför samhällets hålls samman; vad han benämnde som "mekanisk solidaritet" återfinns i de traditionella samhällena, där det fanns en låg grad av arbetsdelning, hög gruppkonformitet och ett starkt kollektivt medvetande. Där ifrågasätter man inte så mycket utan trampar i mångt och mycket i gamla spår, till skillnad från mer moderna och differentierade samhällen. Han menade att det i dessa finns en högre grad av arbetsdelning, där religionen har en mindre roll för den sociala sammanhållningen (en synpunkt han därefter reviderade). I de moderna samhällena hålls samhället undan från desintegration genom ett sorts funktionellt beroende, kallat "organisk solidaritet". Denna var baserad på den höga grad av arbetsdelning och specialisering som fanns, vilket krävde att man var tvungen att lita på andra för att klara sin försörjning. I det moderna samhället är de traditionella sätten att utöva religion på utdöende och religionens roll som utbärare av en gemensam moral. Men fortfarande är religionen ett uttryck för den sociala gemenskapens självmedvetande, vilket leder till andra religionsformer och utövning. Exempel på nya "religioner" kan vara nationalism och individualism.
Ritualer är ett sätt att stärka sociala sammanhållningen. Det heliga (till exempel föremål, företeelser eller processer) uppfattas som det inte på grund av deras kvaliteter, utan för att de är symboler för en viss social grupp. Kollektiva sammankomster, som exempelvis ritualer, skapar ett emotionellt tillstånd som leder till sammanhållning och självbevarelse. Till detta hör livets uppdelning i det profana och det sakrala, det vardagliga och det heliga. Avbrott i vardagen sker genom riter och ceremonier, som på olika sätt kan verka stärkande och helande för individen och kollektivet som helhet.